# Eye (banda)
Os Eye foram uma banda portuguesa, de Viseu, liderada por Catarina Rocha, mais conhecida por Cat. A voz de Cat é mais conhecida do grande público português pelo dueto na música "Momento" (2003), de Pedro Abrunhosa.

## Biografia
Foi durante um ensaio realizado em março de 1999 que Cat mostrou alguns dos temas que tinha vindo a escrever, como "I'm Tired", "Sleep With Me Tonight", "Dream With You" e "The Loss". A partir de então, os Eye sentiram-se confiantes para passar a uma nova etapa da sua existência. 
Em julho do mesmo ano, a banda gravou uma maqueta na qual foram incluídos cinco temas, posteriormente incluídos no seu álbum de estreia, Things Will Change, nomeadamente "Hurry Up And Save Me", "Sleep With Me Tonight", "Things Will Change", "I'm Tired" e "The Loss".
Entre junho de 1999 e fevereiro de 2000, gravaram o disco de estreia, produzido pela própria banda, na mesma altura em que assinaram um contrato discográfico com a editora MVM. Em março de 2000, depois de terminada a masterização realizada em Londres nos estúdios Exchange, por Mandy Pornell, o trabalho estava pronto para ser editado.
Após o disco de estreia, o grupo assinou pela Universal e lançou, em 2002, Mood, um álbum onde arriscam temas cantados em português.
Em fevereiro de 2003, Cat confirma a dissolução da banda devido a divergências entre os músicos e anuncia uma carreira a solo. Os outros elementos do grupo formaram os Fingertips.

## Discografia
- 2000 - Things Will Change.
- 2002 - Mood